# Ladislav Guzelj
Ladislav Guzelj, slovenski inženir kemije, * 28. junij 1898, Sovodenj, † 22. junij 1982, Ljubljana.

## Življenje in delo
Po realki in študiju na Tehnični fakulteti v Ljubljani je postal inženir kemije. Bil je redni profesor za analitično kemijo na Tehniški fakulteti oz. Tehnični visoki šoli, potem spet del Univerze v Lj. Je avtor slovenskih, srbohrvaških in nemških razprav iz področja svoje stroke.